# Ficțiune ciudată

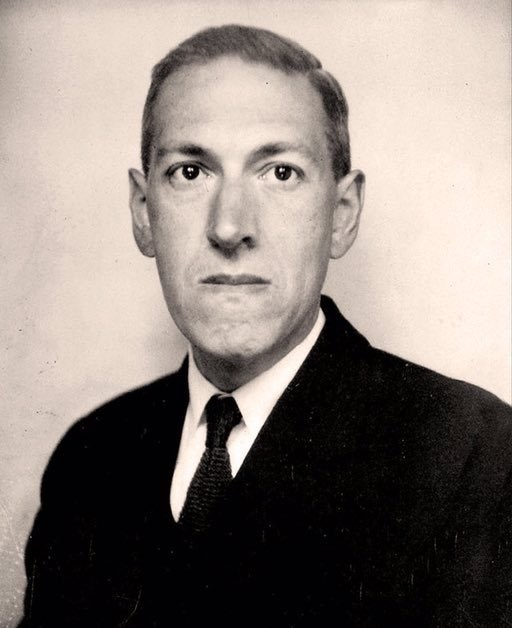
H. P. Lovecraft, fotografiat în 1934

Ficțiunea ciudată este un subgen al ficțiunii speculative care a apărut la sfârșitul secolului al XIX-lea și începutul secolului al XX-lea.  John Clute definește ficțiunea ciudată ca fiind un "termen folosit pentru a descrie povestiri de fantezie, de ficțiune supranaturală și horror care întcorporează materiale transgresive".  China Miéville definește ficțiunea ciudată astfel: "Ficțiunea ciudată este, de obicei, concepută ca o ficțiune macabră, de obicei o fantezie întunecată alunecoasă ("groază" plus "fantezie") adesea cu monștrii extratereștri (plus "științifico-fantastic")."  Discutând despre ficțiunea veche ciudată -  "Old Weird Fiction"  publicată la sfârșitul secolului al XIX-lea și începutul secolului al XX-lea, Jeffrey Andrew Weinstock spune: "Ficțiunea ciudată veche folosește elemente de groază, science fiction și fantezie pentru a arăta impotența și lipsa de semnificație a ființelor umane într-un univers mai mare populat de puteri și forțe adesea maligne care depășesc cu mult capacitățile umane de înțelegere sau de control". Ficțiunea ciudată fie evită fie reînnoiește radical fantomele, vampirii, vârcolacii și alți antagoniști tradiționali ai ficțiunii de groază supranaturală. Ficțiunea ciudată este uneori simbolizat de un tentacul,  absent la majoritatea monștrilor din folclorul european și literatură gotică, dar de multe ori apărând la creaturi monstruoase create de autori de ficțiuni ciudate, cum ar fi William Hope Hodgson, M. R. James și HP Lovecraft. Ficțiunea ciudată încearcă adesea să inspire atât o revelație, cât și frică ca răspuns la creațiile sale fictive, provocând comentatori ca Miéville să spună că ficțiunea ciudată evocă un sentiment al unei emoții spirituale sau religioase provocate de un mister sau o revelație (Numinous). Deși "ficțiunea ciudată" a fost folosită în principal ca o descriere istorică a operelor din anii 1930, termenul a fost folosit din ce în ce mai mult încă din anii '80, uneori pentru a descrie ficțiunea de sincronizare care îmbină groaza, fantezie și science fiction.

## Autori notabili

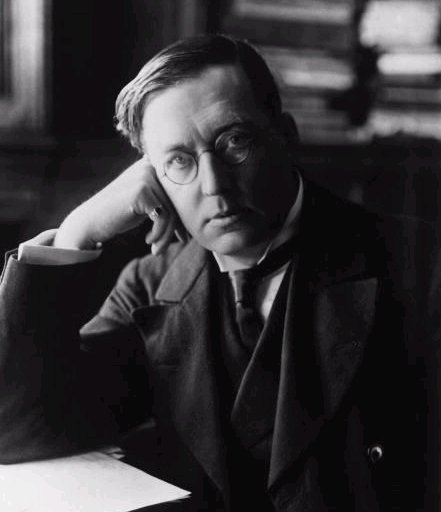
M. R. James, circa 1900

Următorii autori notabili au fost descriși ca scriitori de ficțiune ciudată. Ei sunt listați în ordine alfabetică după numele de familie. 

### Înainte de 1940
- Ryūnosuke Akutagawa[5]
- E.F. Benson[6]
- Ambrose Bierce[7]
- Algernon Blackwood[8]
- Robert Bloch
- Marjorie Bowen[9]
- John Buchan[10]
- Leonora Carrington[5]
- Robert W. Chambers[3]
- Mary Elizabeth Counselman[5]
- Walter de la Mare[6]
- August Derleth
- Lord Dunsany
- E. R. Eddison[6]
- Guy Endore[11]
- Robert Murray Gilchrist[12]
- Stefan Grabiński[13]
- Sakutarō Hagiwara
- L. P. Hartley[6]
- W.F. Harvey
- Nathaniel Hawthorne[14]
- Lafcadio Hearn
- Georg Heym
- William Hope Hodgson[6]
- E. T. A. Hoffmann[15]
- Robert E. Howard[6]
- Carl Jacobi[3]
- Henry James
- M.R. James[3]
- Franz Kafka[5]
- Bruno Schulz
- C. F. Keary[16]
- Alfred Kubin
- Henry Kuttner
- Roberto Arlt
- Vernon Lee[17]
- Joseph Sheridan Le Fanu[3]
- Fritz Leiber
- David Lindsay[18]
- Frank Belknap Long
- H. P. Lovecraft
- Arthur Machen
- Daphne du Maurier
- Abraham Merrit
- Gustav Meyrink
- C. L. Moore [3]
- Fitz James O'Brien
- Oliver Onions[6]
- Thomas Owen[19]
- Edgar Allan Poe [15]
- Edogawa Ranpo
- Jean Ray
- Walter Scott
- M. P. Shiel[6]
- William Milligan Sloane III
- Clark Ashton Smith[6]
- Eric Stenbock[20]
- Francis Stevens[5]
- Bram Stoker
- E. H. Visiak[3]
- H. Russell Wakefield
- Hugh Walpole
- Evangeline Walton
- Donald Wandrei
- Howard Wandrei
- H. G. Wells[3]
- Edward Lucas White[3]
- Henry S. Whitehead[21]

### 1940-1980
- Robert Aickman[5]
- J. G. Ballard[5]
- Charles Beaumont[5]
- Olympe Bhely-Quenum[5]
- Jerome Bixby[5]
- Jorge Luis Borges
- Ray Bradbury[5]
- William S. Burroughs[5]
- Octavia E. Butler[5]
- Ramsey Campbell[5]
- Angela Carter[5]
- Julio Cortázar[22]
- Philip K. Dick[5]
- Harlan Ellison[5]
- Shirley Jackson[6]
- Stephen King[5]
- Tanith Lee[5]
- George R. R. Martin[5]
- Richard Matheson[5]
- Augusto Monterroso
- Michael Moorcock[5]
- Haruki Murakami
- Joyce Carol Oates[5]
- Mervyn Peake[5]
- Joanna Russ[5]
- Sarban[2]
- William Sansom[5]
- Claude Seignolle[15]
- Margaret St. Clair[5]
- Peter Straub[5]
- James Tiptree, Jr.[5]
- Amos Tutuola[5]
- Karl Edward Wagner[5]
- Manly Wade Wellman[23]
- Gahan Wilson[24]
- Gene Wolfe[5]

### 1980-prezent
- Daniel Abraham
- Michal Ajvaz
- Nathan Ballingrud
- Iain Banks
- Clive Barker[5][25]
- Laird Barron
- David Beauchard
- K. J. Bishop[5]
- Poppy Z. Brite
- Kevin Brockmeier
- Charles Burns
- Jonathan Carroll[2]
- David F. Case
- Michael Chabon
- Michael Cisco[5]
- Nancy Collins
- Brendan Connell
- Mark Z. Danielewski
- Doug Dorst
- Michael Dougherty
- Hal Duncan[3]
- Katherine Dunn[3]
- Dennis Etchison
- Brian Evenson
- Paul Di Filippo
- Jeffrey Ford
- Karen Joy Fowler[5]
- Neil Gaiman
- Felix Gilman
- Elizabeth Hand[5]
- M. John Harrison[5]
- Brian Hodge
- Simon Ings[25]
- Junji Ito
- Stephen Graham Jones
- Caitlín R. Kiernan[3]
- T. E. D. Klein[6]
- Kathe Koja[5]
- Leena Krohn
- Marc Laidlaw
- Jay Lake
- Margo Lanagan
- John Langan
- Joe R. Lansdale
- Deborah Levy
- Thomas Ligotti[3]
- Kelly Link
- Carmen Maria Machado
- Michael McDowell
- Lincoln Michel
- China Miéville
- Sarah Monette
- Grant Morrison[3]
- Reza Negarestani
- Scott Nicolay
- David Ohle
- Ben Okri
- Otsuichi
- Helen Oyeyemi
- Cameron Pierce
- Rachel Pollack
- W. H. Pugmire
- Joseph S. Pulver, Sr.
- Cat Rambo
- Alistair Rennie
- Matt Ruff
- Sofia Samatar
- Lucius Shepard
- William Browning Spencer
- Simon Strantzas
- Charles Stross
- Oh Seong-dae
- R. L. Stine
- Steph Swainston[5]
- Jeffrey Thomas
- Lisa Tuttle
- Steven Utley
- Jeff VanderMeer
- Liz Williams
- Christopher Howard Wolf